# Гаджиев, Акиф Фарман оглы
Акиф Фарман оглы Гаджиев (азерб. Akif Fərman oğlu Haciyev; род. 18 июля 1947, Ждановский район) — азербайджанский хозяйственный и государственный деятель.

## Биография
Акиф Фарман оглы Гаджиев родился 4 января 1947 года в Бейлаганском районе в рабочей семье. В 1962 году окончил Бейлаганскую неполную среднюю школу, в 1966 году – формальное отделение Бакинского политехнического института, в 1977 году – Азербайджанский политехнический институт. Получил квалификацию инженера-строителя.  
В 1973—1974 годах служил в армии. 
Трудовую деятельность начал в 1967 году мастером завода № 4. С 1974 года работал инженером, главным инженером, конструктором, главным инженером, начальником отдела и начальником системы Главного управления мелиорации и водного хозяйства. В 1981 году работал в Институте образования. в 1982—1991 годах работал начальником отдела, начальником треста, начальником отдела совместных предприятий Главного управления мелиорации и водного строительства. 
В 1991—1995 годах являлся заместителем министра сельского хозяйства Азербайджана по строительству. В 1995 стал первым заместителем министра сельского хозяйства, исполняющим обязанности министра сельского хозяйства. 
В 2002 году работал консультантом в ГКБ «Parabank». С 2002 года являлся исполнительным директором по строительству Нахичеванского международного аэропорта на базе концерна «Азербайджанские авиалинии».  
За время работы в Министерстве сельского хозяйства отличился профессионализмом при строительстве и сдаче в эксплуатацию ряда объектов, особенно жилых домов в Баку.